# Annemie Wolff
Anna Maria (Annemie) Wolff (geboren Koller; Laufen, Duitsland, 27 december 1906 – Amsterdam, 2 februari 1994) was een Nederlandse fotograaf van Duitse komaf. Ze liet zich in 1950 tot Nederlandse naturaliseren.

## Helmuth en Annemie Wolff
Ze was dochter van Heinrich Köller en Maria Gundel. Ze trouwde op 7 juni 1932 in München met de architect Helmuth Egon Wilhelm Wolff. Annemie Köller volgde een opleiding als fotograaf. In 1933 vluchtten Annemie en Helmuth Wolff voor de nazi’s en de daarmee gepaard gaande vervolging van Joden uit Duitsland naar Amsterdam (hij mocht niet meer werken en er was een arrestatiebevel tegen hem uitgevaardigd). Ze richtten een fotostudio op en slaagden erin opdrachten te verwerven.
In 1937 stonden ze aan de wieg van het tijdschrift Kleinbeeldfotografie, dat in korte tijd een grote bekendheid wist te bereiken. Helmuth schreef ook een boek over kleurenfotografie. In 1939 organiseerden Annemie en Helmuth een tentoonstelling in Arti met kleinbeeldfoto's die door abonnees van hun tijdschrift waren ingestuurd.
Toen in mei 1940 het Duitse leger Nederland binnenviel, deden Annemie en Helmuth Wolff een gezamenlijke zelfmoordpoging. Helmuth stierf in het Israëlitisch Ziekenhuis, Annemie overleefde. Ze ging verder met fotograferen en werd actief in het verzet. Hoewel de opdrachten van de gemeente Amsterdam waren weggevallen, kreeg ze inkomsten via fotoreportages gemaakt voor het blad Libelle (onder haar eigen naam Köller).
Tussen januari en oktober 1943 maakte Annemie Wolff in haar studio aan huis (waar ook onderduikers zaten) op de Noorder Amstellaan 147 (sinds 1946: Churchill-laan) een groot aantal portretfoto's. Een deel van de gefotografeerde personen – veelal afkomstig uit Amsterdam-Zuid – droeg een Jodenster. Ze beeldde ze bewust lichter af, zodat ze eventueel gebruikt konden worden om aan te tonen van het niet-Joods zijn, de zogenaamde Calmeyer-dossiers. Toen op 2 mei 1945 de eerste droppings op Schiphol plaatsvonden was ze erbij om dat op foto te zetten. In dat jaar kon ze ook haar werkzaamheden voor de gemeente Amsterdam hervatten, waarbij zo de tijdlijn vastlegde van herstel van de Amsterdam haven en Schiphol.

## Tentoonstelling
Van 27 maart tot 15 oktober 2017 vond in het Nationaal Holocaust Museum in Amsterdam een overzichtstentoonstelling plaats over leven en werk van Annemie en Helmuth Wolff. Bij de opening van de tentoonstelling werden ook twee boeken gepresenteerd. Onder de aanwezigen waren mensen die door Annemie Wolff in 1943 gefotografeerd waren.

## Eerbetoon
In 2018 vernoemde de gemeente Amsterdam een brug in IJburg naar haar.
- Biografisch Portaal: 55292799
- Gemeinsame Normdatei: 1130186652
- International Standard Name Identifier: 0000 0004 6015 6111
- Library of Congress Control Number: no2017167080
- RKD-Nederlands Instituut voor Kunstgeschiedenis: 285671
- Virtual International Authority File: 8208149296254680670001
- WorldCat: E39PBJvRX68J84xfKwcWkBHt8C